# ریچارد ئی. لاویر
ریچارد ئی. لاویر (به انگلیسی: Richard E. Lawyer) فضانورد اهل کشور ایالات متحده آمریکا است که در ۸ نوامبر ۱۹۳۲ میلادی در لس‌آنجلس زاده شد.